# رشح حيوي
الرشح الحيوي هو عملية استخراج معادن معينة من خاماتها باستخدام الكائنات الحية. وتعتبر هذه الطريقة أنظف بكثير من الاستخلاص التكتلي التقليدي باستخدام السيانيد. التصفية الحيوية هي إحدى التطبيقات العديدة ضمن معالجة المعادن بالمحاليل المائية الحيوية حيث تم استخدام عدة طرق لمعالجة النحاس Cu ، الزنك Zn ، الرصاص Pb ، الزرنيخ As ، الأنتيمون Sb ، النيكل Ni ، الموليبدنوم Mo ، الذهب Au ، والكوبالت Co.

## المعالجة
يمكن لعملية استخلاص الحديد أن تتضمن العديد من البكتريا المؤكسدة للكبريت وللحديد الثنائي بما في ذلك بكتيريا «أسيديثيوباسيلس فيروأوكسيدانز» (بالإنجليزية: Acidithiobacillus ferrooxidans ) وبكتيريا «أسيديثيوباسيلس ثيوأوكسيدانز» (بالإنجليزية: Thiobacillus thiooxidans) (المعروفة سابقاً باسم بكتريا ثيوباسيلس).على سبيل المثال، تقوم البكتيريا بتحفيز تكسير معدن البايرايت (FeS2) عن طريق أكسدة الكبريت والمعدن (وهو في هذه الحالة أيونات الحديد الثنائي 2+Fe) باستخدام الأكسجين. ويمكن زيادة تنقية محاصيل المنتجات الذائبة وصقلها لإنتاج المعدن المطلوب.
في الخطوة الأولى؛ يتأكسد داي كبريتيد تلقائياً إلى ثيوكبريتات بواسطة أيون الحديد الثلاثي، والذي بدوره يُخفض عدد الأكسدة إلى أيون الحديد الثنائي 
1 -    {\displaystyle \mathrm {FeS_{2}+6\ Fe^{\,3+}+3\ H_{2}O\longrightarrow 7\ Fe^{\,2+}+S_{2}O_{3}^{\,2-}+6\ H^{+}} }     تلقائي
يتأكسد أيون الحديد الثنائي بواسطة البكتيريا باستخدام الأكسجين
2 -    {\displaystyle \mathrm {4\ Fe^{\,2+}+\ O_{2}+4\ H^{+}\longrightarrow 4\ Fe^{\,3+}+2\ H_{2}O} }     (تأكسد الحديد)
يتأكسد الثيوكبريتات بواسطة البكتيريا ليعطي الكبريتات
3    {\displaystyle \mathrm {S_{2}O_{3}^{\,2-}+2\ O_{2}+H_{2}O\longrightarrow 2\ SO_{4}^{\,2-}+2\ H^{+}} }     (تأكسد الكبريت)
يتأكسد أيون الحديد الثلاثي الناتج من التفاعل (2) بواسطة البكتيريا ليعطي الكبريتات
4 -   {\displaystyle \mathrm {2\ FeS_{2}+7\ O_{2}+2\ H_{2}O\longrightarrow 2\ Fe^{\,2+}+4\ SO_{4}^{\,2-}+4\ H^{+}} }
نواتج التفاعل الصافية عبارة عن كبريتات الحديدوز الذائبة وحمض الكبريتيك.
تحدث عملية الأكسدة الميكروبية في الغشاء الخلوي للبكتيريا. تنتقل الإلكترونات إلى الخلايا وتستخدم في العمليات الكيميائية الحيوية لإنتاج الطاقة للبكتيريا مع تقليل الأكسجين في الماء. وأكسدة كبريتيد الحديد إلى أيون الحديد الثلاثي هو التفاعل الحاسم. والدور الرئيسي للخطوة البكتيرية هو توليد المتفاعلات.
تحدث عملية النحاس بطريقة مشابهة جداً للحديد، ولكن الكفاءة والحركية تعتمد على علم معدن النحاس. المعادن الأكثر فعالية هي معادن السبرجين (بالإنجليزية: supergene) مثل شالكوسايت (بالإنجليزية:chalcocite)، كبريتيد النحاس الأحادي Cu2S ، وكوفيلايت (بالإنجليزية:Covellite)، كبريتيد النحاس الثنائي CuS . لا يتصفى المعدن الرئيس كالكوبايرايت النحاس (CuFeS2) بكفاءة عالية، وهذا هو السبب الذي جعل تقنية إنتاج النحاس لا تزال مهيمنة طفو يليها صهر وتكرير «تنقية». تصفية CuFeS2 يتبعها مرحلتي حل «إذابة» ومن ثم تأكسد إضافي، مع إبقاءأيونات النحاس الثنائية    {\displaystyle \mathrm {Cu^{\,2+}} }     جانباً في المحلول.
تصفية الكالكوبايرايت (بالإنجليزية: Chalcopyrite) 
1 -    {\displaystyle \mathrm {CuFeS_{2}+4\ Fe^{\,3+}\longrightarrow \ Cu^{\,2+}+5\ Fe^{\,2+}+2\ S_{0}} }     تلقائي
2 -    {\displaystyle \mathrm {4\ Fe^{\,2+}+\ O_{2}+4\ H^{+}\longrightarrow 4\ Fe^{\,3+}+2\ H_{2}O} }     (تأكسد الحديد)
3    {\displaystyle \mathrm {2\S ^{\,0}+3\ O_{2}+2\ H_{2}O\longrightarrow 2\ SO_{4}^{\,2-}+4\ H^{+}} }     (تأكسد الكبريت)
صافي التفاعل:
4 -   {\displaystyle \mathrm {CuFeS_{2}+4\ O_{2}\longrightarrow Cu^{\,2+}+Fe^{\,2+}+2\ SO_{4}^{\,2-}} }   
عامة، تتأكسد الكبريتيدات أولاً إلى عنصر الكبريت، بينما تتأكسد داي كبريتيدات لينتج ثيوكبريتات، والعمليات المذكورة أعلاه يمكن تطبيقها على خامات كبريتيدية أخرى. التصفية الحية من خامات غير كبريتيدية مثل بنتشيبليند (بالإنجليزية: pitchblende) كما يستخدم أيضاً أيون الحديد الثلاثي كمؤكسد (على سبيل المثال:  {\displaystyle \mathrm {UO_{2}+2\ Fe^{\,3+}\longrightarrow UO_{2}^{\,2+}+2\ Fe^{\,2+}} }   ). في هذه الحالة، الغرض الوحيد للخطوة الجرثومية هو توليد أيونات الحديد الثلاثي. ويمكن إضافة خامات الحديد الكبريتيدية لتسريع هذه العملية وتوفير مصدر الحديد. 

## مزيداً من المعالجة
يتم إزالة أيونات النحاس الثنائية من المحلول عن طريق استخلاص المذيب بتبادل الليجند والذي يترك أيونات أخرى في المحلول. يزال النحاس بارتباطه بالليجند وهو عبارة عن جزئ كبير مكون من عدد من المجموعات الأصغر كلا يمتلك زوج وحيد. ويتم إذابة الليجند في مذيب عضوي مثل الكيروسين وبعد ذلك يتم رجه في المحلول منتجاً هذا التفاعل:
  {\displaystyle \mathrm {Cu^{\,2+}+2\ LH(organic)\longrightarrow CuL_{2}(organic)+2\ H^{+}} }   
يعطي الليجند إلكترونات إلى النحاس منتجا مركب – وهو ذرة معدن مركزية (النحاس) مرتبطة بإثنين من جزيئات الليجند. ولأن هذا المركب لا يمتلك أي شحنة، فإنه لم يعد ينجذب إلى جزيئات الماء القطبية ويذوب في الكيروسين، والذي يمكن فصله فيما بعد بسهولة من المحلول. ولأن التفاعل الأولي هو تفاعل عكسي، إلا أنه يمكن تحديده بواسطة درجة الحموضة أو الأس الهيدروجيني. لذلك فإن إضافة حامض مركز يعمل على عكس المعادلة وتعود أيونات النحاس إلى المحلول المائي.
بعد ذلك، يتم تمرير النحاس خلال عملية حيازة كهربية لزيادة نقاوته: حيث يتم إمرار تيار كهربي خلال المحلول الناتج من أيونات النحاس. ولأن أيونات النحاس تحمل زوج من الشحنات الموجبة (+2), فإنها تنجذب إلى الأقطاب السالبة وتتجمع هناك.
ويمكن أيضاً تركيز وفصل النحاس باستبداله بالحديد من حديد الخردة:
  {\displaystyle \mathrm {Cu^{\,2+}+2\ Fe\longrightarrow Cu+Fe^{\,2+}} }   
ويتم أخذ الإلكترونات المفقودة من الحديد بواسطة النحاس. حيث يمثل النحاس العامل المؤكسد (الذي يكتسب الإلكترونات) ويمثل الحديد العامل المختزل (الذي يفقد الإلكترونات).
قد تُبقي نسب ضئيلة جداً من المعادن النفيسة مثل الذهب في المحلول الأصلي. ومعالجة الخليط بسيانيد الصوديوم في وجود الأكسجين الحر يعمل على إذابة الذهب. ويتم إزالة الذهب من المحلول عن طريق الامتزاز أو الإدمصاص (امتصاصه على السطح) على الفحم.

## التصفية الحيوية باستخدام الفطريات
يمكن استخدام عدة أنواع من الفطريات في الاستخلاص الحيوي. ويمكن زراعة الفطريات على طبقات وفئات مختلفة كثيرة كما هو الحال في الخردة الإلكترونية، المحولات التحفيزية، والرماد المتطاير من ترميد أو إحراق النفايات البلدية. وقد بينت التجارب أن إثنين من السلالات الفطرية وهما «أسبرجيلس نيجر» (بالإنجليزية: Aspergillus niger) و «بنسليوم سيمبليسيزمم» (بالإنجليزية: Penicillium simplicissimum) لديهم القدرة على تعبئة وحشد النحاس والقصدير بنسبة (65%)، والألومنيوم، النيكل، الرصاص، والزنك بنسبة تزيد عن (95%). كما أن فطر «أسبرجيلس نيجر» يستطيع إنتاج بعض الأحماض العضوية مثل حمض الستريك. هذا النوع من التصفية لا يعتمد على الأكسدة الميكروبية للمعدن، ولكن يستخدم عوضاً عن الأيض الميكروبي كمصدر للأحماض التي تذيب المعادن في الحال.

## مقارنة هذه العملية مع غيرها من تقنيات الاستخراج
تنحصر طرق الاستخراج التقليدية على كثير من الخطوات المكلفة مثل التحميص والصهر، والتي تتطلب وجود تركيزات كافية من العناصر في المواد الخام كما أنها تعتبر غير صديقة للبيئة. في حين أن التركيزات المنخفضة لا تمثل مشكلة للبكتريا لأنها ببساطة تتجاهل النفايات التي تحيط المعدن، محققة عائدات استخراج أكثر من (90%) في بعض الحالات. هذه الكائنات الحية الدقيقة في الواقع تحصل على الطاقة عن طريق تكسير المعادن إلى عناصرها المكونة لها. وتقوم الشركة ببساطة بتجميع الأيونات من المحلول بعد انتهاء البكتريا من عملها.
بعض المزايا المرتبطة بالإستخلاص الحيوي تتمثل فيما يلي:
- اقتصادياً: عملية التصفية الحيوية عامة تكون أبسط وبالتالي أرخص لكي تجرى وتستمر عن العمليات التقليدية، حتى أن هناك حاجة لعدد أقل من المتخصصين لتشغيل مصانع كيميائية معقدة.

- بيئياً: تعتبر هذه العملية أكثر صداقة للبيئة عن طرق الاستخلاص التقليدية. وبالنسبة للشركات، يمكن أن يترجم ذلك إلى أرباح، حيث أن الحد الضروري من انبعاثات ثاني أكسيد الكربون أثناء عملية الصهر تعتبر مُكلفة. فالضرر الذي يحدث للمناظر الطبيعية خلال التصفية الحيوية يكون أقل لأن البكتريا المعنية تنمو بشكل طبيعي والمناجم والمناطق المحيطة يمكن أن تترك بمنأى نسبياً. وكما تتكاثر البكتريا في المناجم، فإنها يمكن أن تزرع بسهولة ويعاد تدويرها.

بعض العيوب المرتبطة بالإستخلاص الحيوي تتمثل فيما يلي:
- اقتصادياً: عملية الاستخلاص البكتيرية تعتبر بطيئة جدا إذا ما قورنت بالصهر. وهذا يؤدي إلى ربح أقل فضلا عن التسبب في تأخير كبير في التدفقات النقدية للمصانع الجديدة.

- بيئياً: أحيانا تنتج مواد كيميائية سامة من هذه العملية. حمض الكبريتيك وأيونات الهيدروجين الموجبة التي قد تكونت، يمكن أن تتسرب إلى المياه الجوفية والسطحية مما يحولها إلى حمضية، وهذا يسبب ضرر بيئي. الأيونات الثقيلة مثل الحديد، الزنك، والزرنيخ تتسرب أثناء الصرف المنجمي الحمضي. وعندما يرتفع الأس الهيدروجيني لهذا المحلول، نتيجة لتخفيفه بالمياه العذبة، فإن هذه الأيونات تترسب وتكون نوع من التلوث يسمى " Yellow Boy". لهذه الأسباب، فإن إعداد الاستخلاص الحيوي يجب أن يُخططّ له بعناية، نظراً لأن هذه العملية يمكن أن تؤدي إلى فشل أو إخفاق في السلامة الحيوية.

في الوقت الحالي، يعتبر صهر خام النحاس أفضل اقتصادياً من استخدام التصفية الحيوية، وذلك لأن تركيز النحاس في خامه عامة عالي جداً. فالأرباح التي يتم الحصول عليها من سرعة وإنتاجية عملية الصهر تبرر تكلفتها. ولكن تركيز الذهب في خامه عامة منخفض للغاية. انخفاض تكلفة الاستخلاص البكتيري في هذه الحالة يتغلب أو يهون من طول الوقت الذي تستغرقه هذه العملية لاستخراج المعدن.